# Black Monk Time
Az 1966-os Black Monk Time a The Monks debütáló nagylemeze, és az egyetlen, melyet közvetlenül megalakulásuk után adtak ki (következő lemezük csak 1999-ben jelent meg).
Az egyetlen kislemez a Complication/Oh, How to Do Now, melyet az album reklámozására adtak ki, az albumhoz hasonlóan nem ért el kereskedelmi sikereket. Az album szerepel az 1001 lemez, amit hallanod kell, mielőtt meghalsz című könyvben.

## Az album dalai
|     | Cím                                | Szerző(k)                          | Hossz |
| --- | ---------------------------------- | ---------------------------------- | ----- |
| 1.  | Monk Time                          | Burger, Clark, Day, Johnston, Shaw | 2:42  |
| 2.  | Shut Up                            | Burger, Clark, Day, Johnston, Shaw | 3:11  |
| 3.  | Boys Are Boys and Girls Are Choice | Burger, Clark, Day, Johnston, Shaw | 1:23  |
| 4.  | Higgle-Dy-Piggle-Dy                | Burger, Clark, Day, Johnston, Shaw | 2:28  |
| 5.  | I Hate You                         | Burger, Clark, Day, Johnston, Shaw | 3:32  |
| 6.  | Oh, How to Do Now                  | Burger, Clark, Day, Johnston, Shaw | 3:14  |
| 7.  | Complication                       | Burger, Clark, Day, Johnston, Shaw | 2:21  |
| 8.  | We Do Wie Du                       | Burger, Clark, Day, Johnston, Shaw | 2:09  |
| 9.  | Drunken Maria                      | Burger, Clark, Day, Johnston, Shaw | 1:44  |
| 10. | Love Came Tumblin' Down            | Burger, Clark, Day, Johnston, Shaw | 2:28  |
| 11. | Blast Off!                         | Burger, Clark, Day, Johnston, Shaw | 2:12  |
| 12. | That's My Girl                     | Burger, Clark, Day, Johnston, Shaw | 2:24  |

## Kiadások
| Év   | Cím             | Kiadó                      | Formátum |
| ---- | --------------- | -------------------------- | -------- |
| 1979 | Black Monk Time | Polydor                    | LP       |
| 1994 | Black Monk Time | Repertoire Records         | CD       |
| 1997 | Black Monk Time | Infinite Zero              | CD       |
| 2004 | Monk Time       | Retribution Records        | CD       |
| 2009 | Black Monk Time | Universal Music Germany    | LP, CD   |
| 2009 | Black Monk Time | Light in the Attic Records | LP, CD   |

## Közreműködők
- Gary Burger – ének, gitár
- Larry Clark – ének, orgona
- Roger Johnston – ének, dobok
- Eddie Shaw – ének, basszusgitár
- Dave Day – ének, elektromos bendzsó